# Макс Гедрум: на 20 хвилин у майбутнє
Макс Гедрум: на 20 хвилин у майбутнє (англ. Max Headroom: 20 Minutes into the Future) — британський телевізійний фільм у жанрі кіберпанк, знятий компанією Chrysalis для телеканалу Channel 4 у 1985. Стрічка розповідає історію про створеного за допомогою комп'ютерних технологій телевізійного персонажа Макса Гедрума. На її основі згодом був випущений серіал «Макс Гедрум» (англ. Max Headroom). Фільм був частково профінансований компанією HBO.

## Сюжет
Телевізійний репортер Едісон Картер (Мет Фрюер) намагається висвітлити корупцію та жадібність корпорацій. Картер дізнається, що його роботодавець, компанія Network 23, створила нову форму підсвідомої реклами — «бліпверт» (англ. blipvert), яка може бути фатальною для деяких глядачів.
Намагаючись утекти зі штаб-квартири компанії з компроматом, Едісон зазнає серйозних травм голови, спричинених низькорозташованим знаком «Max. Headroom 2.3m». Юний геній Брюс Лінч, який працює вченим у Network 23, пропонує виконавчому директору залишити Картера у сплячому стані та натомість створити його комп'ютерну версію, скопіювавши інтелект Картера у цифровому форматі. Ця копія має тимчасово замінити Картера, приховавши таким чином його зникнення.
Створена Брюсом програма, однак, має дефекти. Вона збуджено повторює слова «max headroom». Брюс наказує своїм підлеглим позбавитися Картера та його цифрової копії, однак вони продали їх: Картера — банку тіл, а його клон — піратському телеканалу, власником якого є Бланк Рег.
Після здійснених Регом налаштувань програма почала жити власним дещо ексцентричним життям. Вона веде власну програму та приносить Регу величезні рейтинги.
Тим часом Картер, який до цього перебував у стані безсвідомості, зникає перед тим, як стати донором органів. Найманці Брюса Лінча переслідують його. За допомогою колеги Теори Джонс (Аманда Пейс), а також Максу Гедруму, який відволік злочинців, Картер урешті-решт завдає поразки Network 23.

## У ролях
- Мет Фрюер[en] — Едісон Картер / Макс Гедрум
- Ніколас Ґрейс[en] — Ґроссман
- Аманда Пейс[en] — Теора Джонс
- В. Морган Шепард[en] — Бланк Реґ
- Роджер Сломен[en] — Мюррей
- Гіларі Тіндал[en] — Домініка
- Пол Спурер[en] — Брюс Лінч
- Гілтон Макрей — Брюґель

## Спін-офи
Після виходу даного фільму на екран американське телебачення відзняло багатосерійну стрічку «Макс Гедрум». Протягом 1987—88 було показано чотирнадцять епізодів; показ фільму відбувся на каналі ABC. В американській стрічці використані деякі кадри з британського «Макса Гедрума...», інші сцени перезняті вже з американськими акторами.
Перші шість епізодів були випущені на VHS та компакт-дисках у Японії компанією RCA/Columbia Home Video Japan (нині Sony Pictures Home Entertainment) незадовго після завершення показу на ABC. Фільм був випущений на DVD компанією Shout! 10 серпня 2010. Даний випуск, однак, не включає в себе оригінальний  фільм «20 хвилин до майбутнього».
У 1987 адаптований «Макс Гедрум» був показаний на американському кабельному каналі Cinemax вже як власна телепрограма під назвою «The Original Max Talking Headroom Show».